# Олександр Каратеодорі
Олександр Каратеодорі (грец. Αλέξανδρος Καραθεοδωρή; у турків Александр-паша-Каратеодорі (тур. Aleksandro Karatodori Paşa); 1833, Константинополь — 1906) — османський політичний діяч.
Походив із старовинної фанаріотской родини. Навчався в Німеччині і вступив на турецьку державну службу в бюро для переказів. Своєю швидкої кар'єрою він зобов'язаний заступництву великого візира суффетов-паші, повіреним якого він був як під час Константинопольської конференції (грудень 1876 і січень 1877), так і при укладанні Сан-Стефанського миру в 1878. 
Завдяки сприянню суффетов-паші він був поставлений на чолі управління закордонними справами — посаду, який до цього не обіймав християнин. На Берлінському конгресі в 1878 Каратеодорі був одним з делегатів Порти і підписав заключні акти договору 13 червня 1878.